# 이시명
이시명(李時明, 1590년 ~ 1674년)은 조선시대 후기의 문신, 성리학자이다. 음식디미방의 저자 장계향의 남편이고, 학자 이휘일, 숙종 때의 남인 이론가 갈암 이현일의 아버지이다. 당색은 남인으로 이황의 학통을 계승하여 후대에 전하였다.
생전 관직은 참봉이었고 사후 아들 이현일의 출세로 가선대부와 자헌대부에 거듭 추증되었다. 자는 회숙(晦叔)이고, 호는 석계(石溪), 숭정처사(崇禎處士)이며, 본관은 재령(載寧)이다. 장흥효(張興孝)의 문인이자 사위이다.

## 생애
현감을 지내고 사후 이조참판에 증직된 운악(雲嶽) 이함(李涵)의 아들로 태어났으며, 남인계 가문에서 태어났다. 그의 선대는 원래 한성부의 사대부가문이었으나 할아버지인 통정대부 이애가 영해에 정착함으로써 경상도에 뿌리내리게 되었다. 그는 일찍이 이황의 양대 문인인 김성일과 유성룡의 학통을 모두 계승한 장흥효(張興孝)의 문하에서 수학하였으며, 이어 장흥효의 딸 장계향과 결혼하여 그의 사위가 되었다. 학자 이휘일과, 훗날 이조참판과 판서를 역임한 남인의 이론가 갈암 이현일(李玄逸)은 그의 아들들이었다.
1612년(광해군 4년) 사마시에 합격하여 성균관에 들어갔다가 북인들의 인목대비 폐모론과 영창대군, 임해군을 사형시킨 광해군의 정책에 염증을 느껴 성균관을 중퇴, 과거를 단념하였다. 이후 고향에 돌아와 스승이자 장인인 장흥효에게 계속 학문을 배우다가 나중에 서실을 짓고 후학을 양성, 학문으로 일가를 이루었다. 1623년 인조 반정 이후 서인 정권이 들어선 뒤 산림중용 정책에 의해 여러번 조정의 천거를 받았지만 고사하고 고향에서 학문 연구와 후진 양성에 전심전력하였다.
1636년(인조 14년) 병자호란 이후 조정의 패전 소식을 듣고 부끄럽게 여겨 세상과 인연을 끊고 숭정처사(崇禎處士)라 자처하며 은거하였다. 뒤늦게 학행으로 천거되어 다시 관직에 제수, 강릉참봉(康陵參奉)에 임명되었으나 부임하지 않았다. 1640년(인조 18) 경상북도 영양군의 석보(石保)로 옮겨가 계속 학문 연구에 전념했고, 1653년(효종4)에는 영양의 수비(首比), 1672년(현종13)에는 안동의 도솔원(兜率院)으로 이사 다니며 후진양성에 주력하였다.
시문에 능하고 초서도 잘 썼으며, 특히 퇴계 이황(李滉)의 학통을 이었으며 퇴계의 수제자들인 류성룡, 김성일에게서 배운 장흥효에게 이학(理學)을 전수받아 다시 아들 이휘일(李徽逸), 이현일에게 전해주어 영남학파, 퇴계학파의 발전과 정착에 기여하였다. 1690년 아들 이현일의 출세로 증직증 가선대부에 추증되고 1693년 아들 현일이 이조판서에 오르면서 다시 자헌대부로 가증되었다.

## 가계
- 증조부 : 이애(李璦, 1480년 ~ 1561년, 현령)
- 조부 : 이은보(李殷輔, 부사직)
- 아버지 : 이함(李涵, 호는 운악, 1554년 ~ 1632년)
- 부인 : 장계향(1598년 ~ 1680년)
  - 아들 : 이휘일(李徽逸 1619 ~ 1672)
  - 아들 : 이현일(李玄逸 1627 ~ 1704)
  - 아들 : 이숭일(李嵩逸, 1631 ~ 1698)
- 처부 : 장흥효

## 같이 보기
- 장계향
- 이현일
- 이휘일
- 장흥효
- 이황